# SK Olomouc ASO
SK Olomouc ASO was een Tsjechoslowaakse voetbalclub uit de stad Olomouc. De club werd in 1912 opgericht in de stad Olmütz (Olomouc), dat toen nog in het keizerrijk Oostenrijk-Hongarije lag. In 1940 won de club de beker van Tsjechië. In 1941 promoveerde de club naar de hoogste klasse van het Protectoraat Bohemen en Moravië. Deze seizoenen speelden zich af tijdens de Tweede Wereldoorlog en zijn niet officieel. De beste plaats was de zevende in 1942/43.

## Geschiedenis
Sinds 1910 speelden enkele jongeren voetbal in de stad. Op 1 oktober 1912 werd dan SK Olomouc opgericht. Een jaar later nam de club deel aan het kampioenschap van Moravië en werd laatste achter SK Moravská Slavia Brno, Haná Kroměříž en SK Přerov. In 1922 werd de club regionaal kampioen en in 1935 promoveerde de club naar de tweede klasse van Tsjechoslowakije. In 1936/37 werd de club voorlaatste maar kon degradatie vermijden omdat de competitie uitgebreid werd.
Na dit seizoen werd de club overgenomen door groothandelaar Josef Ander die de clubnaam wijzigde door het achtervoegsel ASO na Olomouc te zetten. De afkorting stond voor Ander a Syn Olomouc, in het Nederlands Ander en Zoon, Olomouc
De volgende jaren werd de club derde en tweemaal tweede. In het seizoen 1939/40 won de club de eerste editie van de Tsjechische beker. In de eerste ronde won de club van Český lev Beroun met 5-0 en 7-1, in de kwartfinale tegen SK Slezká Ostrava met 5-0 en 2-0. In de halve finale was de club te sterk voor Meteor Praag, 3-1 en 4-1. De finale was een Moravische derby tegen SK Prostějov die de club ook won 3-1 en 2-1. De nieuwe beker had wel nog niet zoveel prestige als de Midden-Boheemse beker die nog tot 1945 gespeeld werd.
Tijdens de Tweede Wereldoorlog was er geen competitie voor heel het land, maar wel voor Bohemen-Moravië. Olomouc slaagde erin te promoveren en werd derde laatste. Het volgende seizoen werd de club zevende, de beste prestatie van de club en in 1943/44 werd de club laatste. In 1946 werd de club kampioen en promoveerde zo voor het eerst naar de hoogste klasse van Tsjechoslowakije. De club eindigde op een twaalfde plaats op veertien clubs. SK Židenice had evenveel punten, maar een beter doelsaldo waardoor ASO degradeerde. Het volgende seizoen probeerde de club tevergeefs terug te keren.
Het einde van de club kwam er door de Communistische partij die Josef Ander onteigende. Zijn winkelketen ASO werd staatsbezit. De club die nu door nieuwe machthebbers bestuurd werd veranderde in 1949 de naam in Sokol OD Olomouc en in 1951 werd de club ontbonden. Vele spelers sloten zich bij ZSJ MŽ Olomouc aan, dat later SK Sigma Olomouc zou worden.

## Erelijst
| Nationaal tot 1993             |    |         |
| Winnaar van Beker van Tsjechië | 1× | 1939/40 |

## Statistieken
|         | 35/36 | 36/37 | 37/38 | 38/39 | 39/40 | 40/41 | 41/42 | 42/43 | 43/44 | 44/45 | 45/46 | 46/47 | 47/48 | 1948 | 1949 | 1950 | 1951 |
| ------- | ----- | ----- | ----- | ----- | ----- | ----- | ----- | ----- | ----- | ----- | ----- | ----- | ----- | ---- | ---- | ---- | ---- |
| 1. Liga |       |       |       |       |       |       | 10    | 7     | 12    |       |       | 12    |       |      |      |      |      |
| 2. Liga |       |       | 3     | 2     | 2     | 1     |       |       |       | -*    | 1     |       | 4     | 6    | 4    | 6    |      |

Opm.: *Seizoen 1944/45 werd niet beëindigd door de oorlog.
- 1. Liga Protectoraat Bohemen en Moravië:

| Liga                 | Plaats | Wed | W | G | N  | Saldo | Ptn |
| Národní liga 1941/42 | 10.    | 22  | 8 | 3 | 11 | 52:63 | 19  |
| Národní liga 1942/43 | 07.    | 22  | 9 | 3 | 10 | 59:53 | 21  |
| Národní liga 1943/44 | 12.    | 26  | 9 | 2 | 15 | 47:75 | 20  |

- Staatsliga1946/47:

| Liga                | Plaats | Wed | W  | G | N  | Saldo | Ptn |
| Státní Liga 1946/47 | 12.    | 26  | 10 | 2 | 14 | 44:57 | 22  |

## Naamsveranderingen
- 1912 – Opgericht als SK Olomouc (Sportovní klub Olomouc)
- 1937 – SK Olomouc ASO (Sportovní klub Olomouc Ander a Syn Olomouc)
- 1948 – Sokol Olomouc ASO (Sokol Olomouc Ander a Syn Olomouc)
- 1949 – Sokol OD Olomouc (Sokol Obchodní domy Olomouc)
- 1951 – Opheffing van de club